# Hernando Alonso Ortiz Rodríguez
Hernando Alonso Ortiz Rodríguez (Bogotá, 3 de agosto de 1952 en Bogotá, Colombia) es un militar colombiano.
Oficial General retirado del Ejército Nacional de Colombia quien se desempeñó, entre otros, como Segundo Comandante del Ejército, Comandante de la Quinta División y Comandante de la Fuerza de Despliegue Rápido. En retiro se desempeñó como decano de la Facultad de Relaciones Internacionales, Estrategia y Seguridad de la Universidad Militar Nueva Granada y más recientemente, como director general de la Defensoría Militar (DEMIL).

## Biografía
Hernando Ortiz nació en Bogotá, Colombia el 3 de agosto de 1952, el segundo hijo de Rodolfo Ortiz Prada y Débora Rodríguez Hernández, oriundos del área metropolitana de Bucaramanga. En su infancia Ortiz vivió tanto en Bucaramanga, Santander como en Soatá, Boyacá. Ingresó a la Escuela Militar de Cadetes en 1969. Se casó en 1985 y tiene tres hijos.

### Oficial Subalterno y Superior
Ortiz ingresó a la Escuela Militar de Cadetes a terminar último año del colegio y luego continuar con sus estudios para finalmente obtener el grado de Subteniente de caballería en diciembre de 1972, habiendo ocupado el primer puesto de caballería, por lo cual recibió el premio Espada Gabriel Revéiz Pizarro, y de los primeros puestos de su curso militar. Por ser el primer puesto, fue enviado como oficial de planta a la Escuela de Caballería en Bogotá.
Durante su carrera Ortiz estuvo en diversas unidades de caballería, incluyendo haber sido comandante del Grupo de Caballería Mecanizada #1 "General Jose Miguel Silva Plazas" en Duitama, Boyacá, el Grupo de Caballería Mecanizada #18 "General Gabriel Revéiz Pizarro" en Saravena, Arauca, y la Escuela de Caballería (como unidad táctica, preámbulo de lo que eventualmente sería el Grupo de Caballería Mecanizada #10 "Tequendama".
Así mismo, se desempeñó como oficial de planta en la Escuela Militar de Cadetes tanto en el grado de Teniente como en el grado de Capitán. En 1983, fue destinado a la extinta Escuela de Material Bélico del Ejército de Brasil (EsMB) en Río de Janeiro, Brasil. En 1988, realizó el curso Básico de Oficial de Caballería en la Escuela de Caballería del Ejército de los Estados Unidos en Fort Knox, Kentucky. En 1993, retornaría a Estados Unidos a realizar el Curso de Oficial de Estado Mayor en el Command and General Staff College en Fort Leavenworth, Kansas. Finalmente, retornaría una última vez en 1998 a la Universidad de Defensa Nacional en Fort McNair, Washington D. C., donde obtuvo una maestría en Seguridad y Defensa Nacional.
En el grado de coronel también se desempeñó como Jefe de la Casa Militar del Palacio de Nariño, como Jefe de Personal del Ejército, jefe de Estado Mayor de la Decimoquinta Brigada (posteriormente CEMIL) y luego comandante de esa misma unidad.

### Oficial General
En el año 2000, Ortiz culminó el Curso de Altos Estudios Militares en la Escuela Superior de Guerra y ascendió al grado de Brigadier General el 7 de diciembre. Fue destinado como comandante de la Séptima Brigada con sede en Villavicencio durante el 2001. En enero del 2002 fue destinado como comandante de la Fuerza de Despliegue Rápido, donde dirigió importantes operaciones como Corcel Negro, TH (retoma de la zona de distensión) y la célebre Operación Libertad I. Para esta última, Ortiz dirigió a las Brigadas Móviles 1, 2 y 3 en la recuperación de Cundinamarca de manos de las FARC y la derrota militar de estas, culminando con la muerte en combate del terrorista alias Marco Aurelio Buendía y alias Manguera. 
En 2004, Ortiz asumió como comandante de la Quinta División del Ejército y en diciembre de ese año ascendió al grado de Mayor General. En marzo del 2005 fue nombrado como jefe de Estado Mayor y Segundo Comandante del Ejército Nacional, donde estuvo hasta su retiro en enero de 2007 luego de 39 años de servicio.

## Distinciones
- Orden de Boyacá (Gran Cruz, 2005)
- Orden del Mérito Militar "Antonio Nariño" (Gran Oficial)
- Orden del Mérito Militar "José María Córdova" (Gran Oficial)
- Medalla de Servicios Distinguidos en Orden Público (Por 5ta Vez)
- Medalla Militar "Francisco José de Caldas"
- Medalla por Tiempo de Servicio (35 años)
- Orden de la Democracia Simon Bolívar (2006)